# Friedrich Wilhelm Ladislaus Tarnowski
Friedrich Wilhelm Ladislaus Tarnowski (* 26. April 1811 in Breslau; † 16. April 1847 in Prag) war ein Schriftsteller und Journalist.

## Leben
Friedrich Wilhelm Ladislaus Tarnowski benutzte in seiner Breslauer Zeit zeitweilig das Pseudonym "Schmidt" und vermutlich auch "Gottfried Schulze". In Prag nannte er sich Ladislaw Tarnowski.
Tarnowski gehörte zu den kleinwüchsigen Menschen. Er besuchte in Breslau das Matthias-Gymnasium. Er lebte später auch in Leipzig, Leitmeritz und Prag. Er schrieb insbesondere historische Novellen.

## Schriften
- "Kreuz und Halbmond. Eine spanische Novelle aus dem 13. Jahrhundert", 1838
- "Vorstinberg und Fürstenstein. Novelle aus Schlesiens Vorzeit", 1839
- "Die Schlacht auf dem Marchfelde. Historische Erzählung aus Österreich's Vorzeit", 1839
- "Menschen und Zeiten. In novellistische Rahmen gefasst." (3 Bde.), Meyer Braunschweig 1840
- "Napoleon und die Philadelphen. Ein Roman aus den Kriegsjahren 1806 bis 1809", 1841
- "Die Blutrosen von Augsburg. Ein deutscher Volksroman", 1842
- "Die Makkabäer. Ein geschichtlicher Emancipations-Roman aus dem Morgenlande" (2 Bde.), Verlags-Comptoir Grimma 1842
- "Küchenknecht und Viscountess. Eine historische Novelle", 1843
- "Criminalgeschichten nach wahren Begebenheiten – in Novellenform dargestellt", Fort Leipzig 1843
- "Die jüdische Gaunerbande. Criminalgeschichte aus neuerer Zeit", Leipzig 1843
- "Pfingstrosen. Gepflanzt zur Unterhaltung und Belehrung", C.W. Medau und Comp. Prag 1845